# Temburongia simplex
Temburongia simplex là một loài thực vật có hoa trong họ Hòa thảo. Loài này được S.Dransf. & K.M.Wong miêu tả khoa học đầu tiên năm 1996.